# Marion Keisker
Marion Keisker, född 23 september 1917 i Memphis i Tennessee, död 29 december 1989, var sekreterare i den berömda inspelningsstudion Sun Records.
Det var hon som tog emot Elvis Presley när denne skulle spela in sin allra första skiva, My Happiness, 1953. Den gången rörde det sig om en privatinspelad skiva som bara trycktes upp i ett exemplar som Elvis tog med sig hem samma dag. Keisker tyckte dock att Elvis hade något utöver det vanliga i både sin röst och sin personlighet och dristade sig till att på eget bevåg spela in Elvis inspelning. Hon tog även dennes adress och telefonnummer, något som hon vanligtvis aldrig gjorde.
Efteråt tipsade Keisker inspelningschefen Sam Phillips om Presley. Det tog dock runt ett år och flera påstötningar från Keisker innan Phillips visade något större intresse. Det är därför ingen överdrift att säga att den som egentligen upptäckte Elvis Presley inte var någon annan än just Marion Keisker, en uppfattning som även delades av Elvis själv.